# Andrzej Koper (fizyk)
Andrzej Janusz Koper – polski fizyk, doktor habilitowany nauk fizycznych, nauczyciel akademicki Uniwersytetu im. Adama Mickiewicza w Poznaniu.

## Życiorys
Habilitował się w 2004. Pracuje jako adiunkt w Zakładzie Fizyki Kwantowej Wydziału Fizyki UAM. Na poznańskim wydziale prowadzi zajęcia m.in. z podstaw fizyki kwantowej, fizyki teoretycznej oraz fizyki cieczy.
Jest autorem podręcznika Wstęp do kwantowej teorii wielu cząstek (Wyd. Naukowe UAM, 1997, ISBN 83-232-0853-0) oraz monografii Fulereny. Wybrane modele skorelowanych elektronów (Wyd. Naukowe UAM, 2003, ISBN 83-232-1267-8). Jest członkiem Polskiego Towarzystwa Fizycznego.